# Danne Stråhed
Danne Stråhed, faktisk Dan Stråhed (født 12. juni 1956 i distriktet Kirseberg i Malmø) dansebandmusiker, kunstner og sangskriver.

## Biografi
Han startede i bandet The Chinox, der udgav deres første plade Tunna Skivor i 1976. Deres næste album Born To Be Alive kom i 1979 og indeholder to covers af sange af den danske rockgruppe Gasolin'. Sangene var "Lille Du" og "Det Bästa Till Mig Och Mina Vänner".
Stråhed startede derefter et eget band kaldet Änglabarn, og deres første album Sista Skriket kom i 1982. Gruppen fik derefter et rigtigt gennembrud, da de hvor supportband til Queen på deres skandinaviske turné.
Efter en kort pause fra musikken blev Danne Stråhed tilbudt at slutte sig til det etablerede danseband Wizex i 1983. Han accepterede og forblev Wizex mandlige sanger indtil 1996. Derefter besluttede han at forfølge en solokarriere. Debutalbummet Solosång var en succes, ikke mindst takket være sangen "La De Leva", der endte på Svensktoppen. Han har haft yderligere fire sange på Svensktoppen.

## Diskografi

### The Chinox
- 1976 - Tunna Skivor
- 1979 - Born To Be Alive

### Änglabarn
- 1982 - Sista Skriket

### Wizex
- 1984 - Det Är Dej Jag Väntar På
- 1985 - Ska Du Komma Loss?
- 1987 - Dansa I Månens Sken
- 1988 - Mjölnarens Iréne
- 1989 - Vägen Hem
- 1990 - Spanska Ögon
- 1992 - Jag Kan Se En Ängel
- 1993 - Vår Hemmagjorda Musik
- 1993 - Julafton Hemma
- 1995 - Varma Vindar

### Solo
- 1998 - Solosång
- 2001 - Vägen Till Himlen
- 2013 - 13 Rätt

### Opsamlingsalbum
- 1990 - Drängavisan - Danne Stråhed med Wizex
- 2002 - La De Leva
- 2010 - Om Himlen Och Österlen
- 2013 - Vallmoblomman

### Singler
- 1992 - Drängavisan
- 1993 - När En Flicka Talar Skånska
- 1995 - I Samma Land
- 1997 - Fönsterkuvert
- 1998 - En Lilja I Dalen
- 2000 - Vi Bygger En Bro
- 2001 - Vägen Till Himlen
- 2001 - Bara En Vanlig Dag
- 2001 - Långt Bort I Skogen
- 2001 - Caroline
- 2004 - Som I Disneyland
- 2007 - Här Hos Mej
- 2009 - Blå Som Stål
- 2011 - Det Ordnar Sig
- 2013 - Gott Igen
- 2017 - En Liten Stund
- 2018 - Vi Sticker Ut Till Landet
- 2019 - Det Rullar På Nu